# Castrillo de Bezana
Castrillo, también conocido como Castrillo de Valdebezana, es una localidad y una entidad local menor situadas en la provincia de Burgos, comunidad autónoma de Castilla y León (España), comarca de Merindades, partido judicial de Villarcayo, ayuntamiento de Valle de Valdebezana.

## Geografía
En el valle de Valdebezana; a 47 km de Sedano, su antigua cabeza de partido, y a 94 de Burgos. Las líneas de autobús Burgos-Santander y Burgos-Arija, tienen parada a 3 km en Soncillo.

## Situación administrativa
En las elecciones locales de 2007 correspondientes a esta entidad local menor concurrieron dos candidaturas: Adolfo Mengual Díaz (Solución Independiente) y Alberto Ruiz Sainz (PP).

## Demografía
En el censo de 1950 contaba con 169 habitantes, pasando a 8 (5 hombres y 3 mujeres) en 2015.

### Evolución demográfica
| 2000 | 2001 | 2002 | 2003 | 2004 | 2005 | 2006 | 2007 | 2008 |
| 19   | 19   | 20   | 18   | 17   | 16   | 16   | 13   | 12   |

| 2009 | 2010 | 2011 | 2012 | 2013 | 2014 | 2015 | 2016 | 2017 |
| 11   | 11   | 11   | 12   | 10   | 9    | 8    | 7    | 7    |

## Historia
Lugar perteneciente al Valle de Valdebezana, perteneciente al partido de Laredo, jurisdicción de señorío ejercida por Don Pedro Hontañón de Porras, quien nombraba su regidor pedáneo.
A la caída del Antiguo Régimen queda agregado al ayuntamiento constitucional de Valle de Valdebezana , en el partido de Sedano perteneciente a la región de Castilla la Vieja.

## Parroquia
Iglesia católica de La Asunción de Nuestra Señora , dependiente de la parroquia de Soncillo en el Arcipestrazgo de Merindades de Castilla la Vieja , diócesis de Burgos